# Terranova (perro)
El terranova —en inglés: Newfoundland— es una raza de perro que originalmente fue criado para ser utilizado como perro de trabajo por los pescadores del Dominio de Terranova, ahora parte de Canadá. Son conocidos por su tamaño gigante, su color negro, marrón y blanco, enorme fuerza, disposición calmada y lealtad. Los perros terranova sobresalen en rescate acuático como salvavidas, debido a su estructura muscular, pelaje grueso y de doble capa, patas palmeadas y habilidades innatas de natación.

## Historia
El terranova comparte muchos rasgos con otros mastines, como el san bernardo y el mastín inglés, incluyendo las piernas cortas y gruesas, cabeza enorme con amplio hocico, el cuello ancho en espesor, y una estructura ósea muy resistente. De hecho, los perros san bernardo tienen ascendencia del perro de Terranova, ya que estos fueron llevados en introducidos en la raza de san bernardo durante el siglo XVIII, cuando la población se vio amenazada por una epidemia de moquillo. Comparten muchas características de varias razas de perro de montaña como, el gran pirineo.
La raza se originó en Terranova, y es descendiente de una raza de perro autóctona de la isla conocida como «Terranova mayor», diferenciada del «Terranova menor» o perro de San Juan. Las características de mastín en el terranova son el resultado de la cría con los mastines portugueses traídos a la isla por los pescadores portugueses al inicio en el siglo XVI. La especulación de que el terranova puede ser, en parte, descendiente de los perros grandes y negros introducidos por los vikingos no tiene base en la realidad.

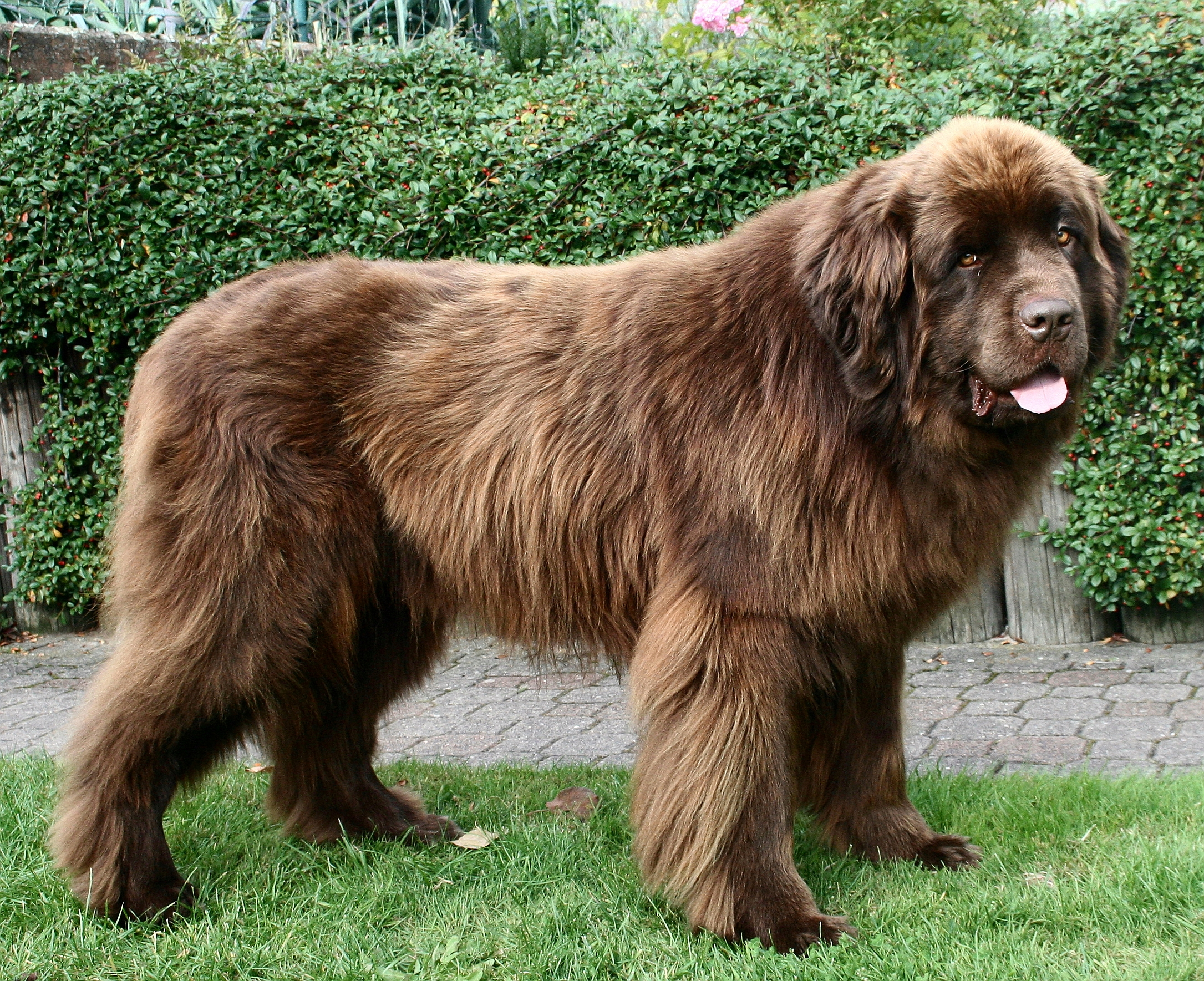
Ejemplar de color castaño

Cuando se permitió la colonización de Terranova en 1610, las características físicas distintivas y atributos mentales se habían establecido en la raza Terranova. En la década de 1880, los pescadores y los exploradores de Irlanda e Inglaterra viajaron a los Grandes Bancos de Terranova, donde se describen dos tipos de perro de trabajo. Uno de ellos era de tamaño grande, con un manto bastante largo, y el otro era de tamaño medio, con un manto corto. La raza más pesada fue conocida como el Terranova mayor o Terranova. La raza más pequeña era conocido como el Terranova menor, o perro de San de Juan. El perro de San Juan se convirtió en el fundador de la raza de los perros cobradores (retrievers) modernos. Ambas razas fueron utilizadas como perros de trabajo para tirar de las redes de pesca, con el Terranova mayor también se utilizó para transportar los carros, y otros equipos.
Debido a eso, formaron parte de la base de selección del Leonberger —que sobresalió en el rescate acuático y fue importado por el gobierno canadiense para tal fin—, y del ahora extinto perro de agua de Moscú, en un fallido intento por crear un perro de salvamento por parte de la perrera estatal rusa —el desafortunado mestizaje con el Ovcharka caucásico engendró a un perro mordelón, en lugar de un perro de rescate.
Muchos cuentos se han dicho acerca de la valentía mostrada por los terranova en aventuras y hazañas para salvar vidas. En los últimos dos siglos este ha inspirado a una serie de artistas que han retratado a los perros en pintura, piedra, bronce y porcelana. Un terranova famoso fue un perro llamado «Seaman», que acompañó a los exploradores americanos Lewis y Clark en su expedición.
El papel como perro de trabajo en la raza fue variado. Otro terranova negro famoso fue la atracción estrella en Van Hare's Magic Circus a partir de 1862, y posteriormente durante muchos años más en un circo fundador de Inglaterra, viajando por toda Europa. El perro circense era conocido como «Thousand Guinea Dog, Napoleon» o «Napoleon, the Wonder Dog». Van Hare entrenó a otros perros de Terranova para realizar una rutina de carrera con salto de obstáculos, con babuinos disfrazados de jinetes para montarlos. Sin embargo, su perro «asistente» Napoleón, era su favorito y podía competir en salto contra rivales humanos, brincando por encima de los caballos desde un trampolín, y bailando con la música.

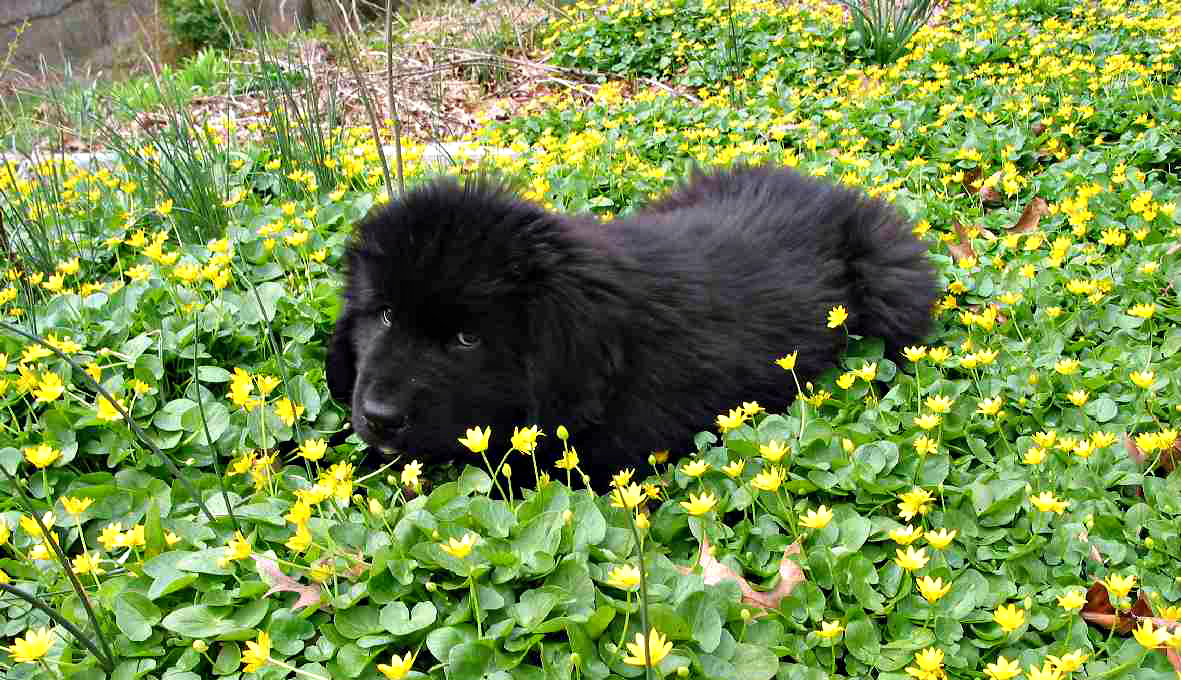
Cachorro de la raza Terranova

La raza prosperó en el Reino Unido, hasta 1914 y de nuevo en 1939, cuando el número de ejemplares se agotó casi fatalmente debido a las restricciones de tiempo de guerra. Desde la década de 1950 ha habido un aumento constante en número y popularidad, a pesar del hecho de que su gran tamaño y afición por el barro y el agua hace que el terranova no sea adecuado como mascota para muchas familias.

## Aspecto
Los Terranova tienen pies palmeados y pelaje resistente al agua. Los machos alcanzan un peso de entre 65 a 80 kg, mientras que las hembras llegan a 50-70 kg, colocándoles en la categoría de perro "gigante". Los machos llegan a medir 80 cm a la cruz, debido a su pelaje parecen animales mucho más grandes.
La mayoría de los Terranova son negros. Los colores aceptados por la FCI son negro, castaño y blanco con marcas negras, a veces llamado Landseer en honor al artista Edwin Landseer, quien los plasmó en muchas de sus obras. El AKC, además de los colores ya citados, acepta el gris. La FCI considera al Landseer una raza separada, mientras que otras federaciones simplemente lo toman como una variante más del Terranova.

## Temperamento
El perro de Terranova es legendario por su carácter tranquilo, dócil y de contextura muy fuerte. Son muy leales y hacen buenos perros de trabajo. Es por esta razón que esta raza es conocida como el «gigante gentil» o el perro niñera. Los Kennel Club internacionales generalmente describen a la raza por tener un temperamento dulce. Suele tener un ladrido profundo, y es fácil de entrenar como perro guardián si se comienza desde que es un cachorro. Es paciente y bueno con los niños, y los cachorros tienden a ser de carácter relativamente más tranquilo que otras razas, pero debido a su gran tamaño desde una edad muy temprana y su inconsciencia sobre su propia fuerza, los niños pequeños podrían ser derribados, así que será necesario supervisar los juegos. La raza fue inmortalizada con el personaje de «Nana», el querido perro guardián en el cuento infantil de Peter Pan del autor James M. Barrie. El Terranova en general es bueno con otros animales, pero su gran tamaño puede crear problemas si no es entrenado ni socializado adecuadamente, y también es difícil integrarlo en algunas viviendas de espacio reducido.

## Salud
El promedio de vida de la raza de Terranova, basado en dos encuestas recientes de Reino Unido, es de entre 9 y 12 años normalmente 10 años. viven hasta 15 años con buen cuidado. 
Hay varios problemas de salud asociados al perro de Terranova. Por su tamaño y peso son propensos a padecer de displasia de cadera (una malformación incorrecta en el zócalo de la articulación de la cadera). También pueden tener displasia de codo, y cistinuria (un defecto hereditario que forma cálculos en la vejiga). Otro problema genético es estenosis subvalvular aórtica, siendo un defecto cardíaco común en el terranova y que implica válvulas defectuosas del corazón, esto puede causar muerte súbita a edad temprana.

## Citas
«Aquí reposan los restos de una criatura que fue bella sin vanidad, fuerte sin insolencia, valiente sin ferocidad y tuvo todas las virtudes del hombre y ninguno de sus defectos. Estos elogios, que serían alabanzas inmerecidas de estar escritas sobre cenizas humanas, son apenas un justo tributo a la memoria de Boatswain, un perro».
 George Gordon, Lord Byron, sobre su Terranova.

## Terranovas famosos
- Seaman, mascota del explorador Meriwether Lewis

- Boatswain, mascota de Lord Byron

- Sable Chief mascota del Regimiento Real de Terranova

- Tigre, perro de Arthur en Las Aventuras de Arthur Gordon Pym

- Bob, Terranova famoso en el siglo XVIII por haber salvado a varias personas de ahogarse en Londres, quien fue inmortalizado en una pintura de Sir Edward Landseer.